# Solomon Michailowitsch Michoels

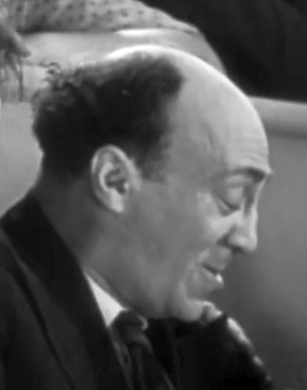
Solomon Michoels im Jahr 1936

Solomon Michailowitsch Michoels (russisch Соломон Михайлович Михоэлс, jiddisch Schlojme Michoels שלומה מיכאָעלס, geboren als (russisch) Schiloma Wowsi, * 4.jul. / 16. März 1890greg.in Dwinsk, heute Daugavpils, Lettland; † 12. Januar/13. Januar 1948 in Minsk, Weißrussische SSR) war ein russisch-jüdischer Schauspieler und Regisseur. Er war der berühmteste Vertreter des jiddischen Theaters des 20. Jahrhunderts.

## Leben
Michoels studierte Jura an der Universität Sankt Petersburg, brach sein Studium aber 1918 ab, um Alexander Granowskis jüdischer Theaterwerkstatt beizutreten. Dieser versuchte, in Sowjetrussland ein nationales jüdisches Theater in jiddischer Sprache aufzubauen. Zwei Jahre später, 1920, zog die Werkstatt nach Moskau um, wo sie sich als Staatliches Jüdisches Theater Moskau (Goset) etablierte. Lenins Nationalitätenpolitik ermutigte das Theater, eine eigene jiddische Kultur unter der Ägide des Sowjetstaates zu entwickeln.
Michoels entpuppte sich als hervorragendes Talent, war bald der führende Schauspieler seines Theaters. 1925 spielte er auch die Hauptrolle in Granowskis erstem Film Jüdisches Glück.
1929 wurde er neuer Direktor des Moskauer Theaters, nachdem Granowski von einer Auslandstournee nicht mehr nach Russland zurückkehrte. Er trat in diversen bemerkenswerten Rollen auf, unter anderem als Tewje in einer Adaption von Scholem Alejchems tragikomischen Kurzgeschichten über „Tewje den Milchhändler“ (die für das amerikanische Publikum später als Musical The Fiddler on the Roof vertont wurden, das als Anatevka auch im deutschsprachigen Raum erfolgreich war) sowie in vielen anderen original jiddischen oder übersetzten Werken.
Es ist bemerkenswert, dass zwei der Paradestücke Michoels’ William Shakespeares König Lear, seine wohl bekannteste Rolle, und Richard III. waren, beides letztlich Studien über Tyrannei. Die Aufführungen dieser Klassiker schienen den Sowjetstaat vordergründig zu unterstützen, doch bei näherer Betrachtung enthielten sie versteckte Kritik an Josef Stalins Regime.
Bis Mitte der 1930er Jahre war die Karriere Michoels bedroht wegen seiner Kontakte zu führenden Mitgliedern der Intelligenzija, die Opfer des Großen Terrors wurden, besonders zum Autor Isaak Babel. Michoels unterstützte Stalin aktiv im Kampf gegen Adolf Hitler. Im Jahr 1942 wurde er zum Vorsitzenden des Jüdischen Antifaschistischen Komitees gewählt. In dieser Funktion reiste er um die Welt und traf sich mit jüdischen Komitees, um sie zu ermutigen, die Sowjetunion in ihrem Krieg gegen das nationalsozialistische Deutschland zu unterstützen. Während dieses im Zweiten Weltkrieg für Stalin noch nützlich war, bekämpfte Stalin nach dem Krieg Kontakte zwischen Sowjetjuden und jüdischen Gemeinden in nicht kommunistischen Ländern, die er für Mitglieder der „Bourgeoisie“ hielt. Das Staatliche Jüdische Theater wurde geschlossen, und die Mitglieder des Jüdischen Antifaschistischen Komitees wurden inhaftiert und – bis auf zwei – schließlich alle in den Säuberungsaktionen kurz vor Stalins Tod hingerichtet.
Michoels war die auffälligste Figur des intellektuellen Judentums in Stalins Machtbereich. Ein Schauprozess gegen ihn hätte ein schlechtes Licht auf Stalins Herrschaft geworfen. Noch bevor die Säuberungsaktionen begannen, starb Michoels 1948 in Minsk, nach offizieller Version bei einem Autounfall. Tatsächlich wurde sein Unfalltod mit Stalins Billigung von einer Moskauer Geheimpolizeieinheit unter Befehl des stellvertretenden Ministers für Staatssicherheit Sergei Ogolzow inszeniert. Michoels erhielt ein Staatsbegräbnis.
Michoels Cousin Miron Wowsi war Stalins Leibarzt und wurde während der sogenannten Ärzteverschwörung 1953 inhaftiert, überlebte aber.

## Auszeichnungen
- Volkskünstler der RSFSR, 1935
- Volkskünstler der UdSSR, 1939
- Leninorden, 1939
- Medaille „Für heldenmütige Arbeit im Großen Vaterländischen Krieg 1941–1945“, 1946
- Stalinpreis, 1946